# Вознесенский (Удмуртия)
Вознесенский — починок в Завьяловском районе Удмуртии, входит в Шабердинское сельское поселение. Находится в 15 км к западу от центра Ижевска.